# Anoplischiopsis
Anoplischiopsis is een geslacht van kevers uit de familie  
kniptorren (Elateridae).
Het geslacht is voor het eerst wetenschappelijk beschreven in 1895 door Champion.

## Soorten
Het geslacht omvat de volgende soorten:
- Anoplischiopsis basimaculata Champion, 1895
- Anoplischiopsis bivittata Champion, 1895
- Anoplischiopsis bivittatus Champion, 1895
- Anoplischiopsis divisa Schwarz, 1898
- Anoplischiopsis flavovittata Champion, 1895
- Anoplischiopsis fuscipennis Champion, 1895
- Anoplischiopsis lineatocollis Champion, 1895
- Anoplischiopsis lutea Champion, 1895
- Anoplischiopsis trinotata Champion, 1896